# Leandro Palacios
José Leandro Palacios y de la Plaza (Caracas, 1782-Caracas, 6 de enero de 1836) fue un militar venezolano durante la guerra de independencia de su país y representante diplomático de la Gran Colombia ante Francia.

## Biografía
Hijo de los criollos Vicente Antonio Palacios y Xerex de Aristeguieta (1751-1803) y Melchora de la Plaza de Liendo y Blanco. Su bisabuelo paterno era el capitán criollo Juan Feliciano Palacios y Gedler (1689-1713), elegido alcalde de Caracas en 1719, 1722, 1735, 1736 y 1750. Hermano mayor de Florencio Palacios. En 1797 participó en la represión de la conspiración de Gual y España. Ayudó al capitán general Manuel de Guevara Vasconcelos en preparar la defensa de Coro y Ocumare de la Costa contra la expedición de Francisco de Miranda. Con la revolución del 19 de abril de 1810 se pasa a los patriotas y participa en la proclamación de la Primera República de Venezuela y la campaña de Coro. Se hace teniente coronel y jefe de una división. También lucha en la campaña de Valencia. Es ascendido a coronel.
Entre 1813 y 1814, durante la Segunda República de Venezuela se hace comandante militar de La Guaira. Participa en la matanza de presos y heridos realistas que ordena Simón Bolívar en el contexto de la guerra a muerte.
Bajo las órdenes de José Félix Ribas combate en la batalla de Ocumare del Tuy y de Santiago Mariño en la batalla de Bocachica. Durante la Primera Batalla de Carabobo mandaba una división y combatió en la Segunda Batalla de La Puerta. Emigró a las Antillas y tras la guerra fue diplomático: cónsul general en Washington D. C. en 1822 y después en Río de Janeiro, París y Londres hasta retirarse a la vida privada en 1831.